# 比爾基 (羅馬尼夫區)
50°18′47″N 28°0′55″E / 50.31306°N 28.01528°E
比爾基（烏克蘭語：Білки），是烏克蘭北部的村莊，隸屬日托米爾州的日托米爾區。該村始建於1620年，面積78.6平方公里，海拔高度238米，2001年人口147。